# Nuneham Courtenay
Nuneham Courtenay is een civil parish in het bestuurlijke gebied South Oxfordshire, in het Engelse graafschap Oxfordshire met 200 inwoners.